# Nanying Shuiku
Nanying Shuiku (kinesiska: 南营水库) är en reservoar i Kina. Den ligger i provinsen Gansu, i den nordvästra delen av landet, omkring 230 kilometer nordväst om provinshuvudstaden Lanzhou. Nanying Shuiku ligger 1 917 meter över havet. Arean är 0,49 kvadratkilometer. Trakten runt Nanying Shuiku består i huvudsak av gräsmarker. Den sträcker sig 0,6 kilometer i nord-sydlig riktning, och 1,4 kilometer i öst-västlig riktning.
Genomsnittlig årsnederbörd är 364 millimeter. Den regnigaste månaden är juni, med i genomsnitt 80 mm nederbörd, och den torraste är januari, med 2 mm nederbörd.